# Alex Smith
Alex Smith, född 28 januari 1872 i Carnoustie i Angus i Skottland, död 21 april 1930 i Baltimore i Maryland, var en skotsk-amerikansk golfspelare som kom från en berömd golffamilj.
Hans bror, Willie, vann US Open 1899 och Alex vann tävlingen 1906 och 1910. Liksom många andra brittiska proffs tillbringade han en stor del av sitt vuxna liv i USA där han arbetade som klubbprofessional.
1901 förlorade Smith mot Willie Anderson i särspel i US Open. Hans seger 1906 kom på Onwentsia Club i Lake Forest, Illinois. Hans 295 slag på de 72 hålen var det lägsta antalet slag i US Open och The Open Championship vid den tiden och hans segersumma var 300 dollar. 1910 års US Open spelades på St Martins course på Philadelphia Cricket Club. Smith vann i särspel mot amerikanen Johnny McDermott och sin egen bror Macdonald Smith. Han ställde upp i arton US Open och placerade sig bland de tio bästa elva gånger.
Smith vann även Western Open 1903 och 1906.